# Brunsvigia
Brunsvigia – rodzaj roślin z rodziny amarylkowatych. Obejmuje 18–19 gatunków. Rośliny te występują w Afryce. Niektóre gatunki zapylane są przez ptaki (ornitochoria) – mają rurkowate, czerwone kwiaty. B. radulosa wykorzystywana jest lokalnie jako roślina lecznicza i przypisywane są jej właściwości psychoaktywne.

## Morfologia
Geofity cebulowe ze zwykle dużą cebulą, niekiedy częściowo nadziemne. Liście od dwóch do wielu, różnych kształtów, zwykle szerokie, płożące, wyrastające razem z kwiatostanem lub później. Kwiaty zebrane od kilku do wielu w baldach, wsparty dwiema podsadkami, wyrastający na głąbiku. Szypułki wydłużające się po zapłodnieniu. Okwiat grzbiecisty lub niemal promienisty, o listkach, w dolnej części tworzących rurkę, powyżej rozwartych lub odwiniętych. Pręciki wyrastające z okwiatu, opadające lub wzniesione, o nitkowatych, nierównych nitkach. Zalążnia skośna. Szyjka słupka nitkowata, zakończona główkowatym znamieniem. Owoce suche, tępo lub ostro trójkątne torebki, pękające przegrodowo lub niekiedy otwierające się nieregularnie. Nasiona niemal kuliste, czerwonawozielone.

## Systematyka
Pozycja systematyczna
Rodzaj z podplemienia Strumariinae, plemienia Amaryllideae, podrodziny amarylkowych Amaryllidoideae z rodziny amarylkowatych Amaryllidaceae. W przeszłości w różnych systemach klasyfikowany był w szeroko ujmowanej rodzinie liliowatych. 
Wykaz gatunków
- Brunsvigia bosmaniae F.M.Leight.
- Brunsvigia comptonii W.F.Barker
- Brunsvigia elandsmontana Snijman
- Brunsvigia gariepensis Snijman
- Brunsvigia grandiflora Lindl.
- Brunsvigia gregaria R.A.Dyer
- Brunsvigia herrei Leight. ex W.F.Barker
- Brunsvigia josephiniae (Delile) Ker Gawl.
- Brunsvigia kirkii Baker
- Brunsvigia litoralis R.A.Dyer
- Brunsvigia marginata (Jacq.) W.T.Aiton
- Brunsvigia namaquana D.Müll.-Doblies & U.Müll.-Doblies
- Brunsvigia natalensis Baker
- Brunsvigia nervosa (Poir.) ined.
- Brunsvigia orientalis (L.) Aiton ex Eckl.
- Brunsvigia pulchra (W.F.Barker) D.Müll.-Doblies & U.Müll.-Doblies
- Brunsvigia radula (Jacq.) W.T.Aiton
- Brunsvigia radulosa Herb.
- Brunsvigia undulata F.M.Leight.